# Луч
„Луч“ (на сръбски: „Луч“, в превод „Лъч“) е сръбско месечно списание, издавано в Скопие, Кралство Югославия от 1937 до 1938 година. Списанието е издавано от пробългарски интелектуалци, сред които и дейци на Македонската младежка тайна революционна организация, като орган, поддържащ съпротивата срещу посърбяването на Вардарска Македония.

## Основаване
Идеята за издаване на списанието се заражда при големия терор, установен в югославската част на Македония, след убийството на крал Александър I Караджорджевич от ВМРО в 1934 г., който възмущава дори и местни сърбомани с високо обществено положение. Идеята за списанието се появява в 1936 г. в средата на група млади български патриоти.
Списанието е основано през пролетта на 1937 г. в хотел „Бристол“, като на основаването присъства и представителя на властта Марко Батричевич, служител на Управата на град Скопие. Списанието е регистрирано в съда като „Луч – месечно списание за култура, икономически и социални въпроси – Скопие“ (Луч – месечни часопис за култура, економска и соцјална питања – Скопље). Сред обсъжданите имена са „Борина“, „Юг“ и „Вардарски край“. Основни двигатели на списанието са д-р Теодосий Робев, икономист от Битоля, д-р Борис Арсов, икономист от Крива паланка, Аца Цветкович, битолски сърбоманин, чиновник в Бановината, но симпатизант на движението, проф. Георги Киселинов, филолог от Ресен, Зафир Джиков, търговец от Скопие, Васил Пупков, печатар от Скопие. Робев, Арсов, Цветкович и Киселинов са членове на редакционната колегия, като собственик е Киселинов (Ђорђе Ј. Киселиновић), а отговорен редктор е Арсов (Борисав Арсић). Джиков е касиер, Пупков го печата в собствената си печатница, а главен разпространител е Георги Симонов Касапинът. От брой № 5 собственик е инженер Атанас Атанасов.
Списанието излиза от 1 юни 1937 година до 20 май 1938 година. Списанието се печата в скопската печатница Неманя. Сред сътрудниците на списанието са Благой Благоев, Димитър Гюзелов, Антон Панов, Радослав Петковски, Цеко Попиванов, д-р Теодосий Робев, Глигор Ставридис и други.

## Членове-съдружници на предприятието „Луч“
| Номер | Име                                   | От                            | Професия                                                                      |
| ----- | ------------------------------------- | ----------------------------- | ----------------------------------------------------------------------------- |
| 1     | д-р Теодосий Робев                    | Битоля                        | стопановед, потомък на фамилията Робеви                                       |
| 2     | д-р Борис Арсов                       | Крива паланка                 | юрист                                                                         |
| 3     | проф. Георги Киселинов                | Ресен                         | филолог, главен двигател на редакцията                                        |
| 4     | д-р Александър Георгиев               | Кратово                       | лекар                                                                         |
| 5     | Христо Попсимов                       | Охрид                         | поет, юрист, внук на Григор Пърличев                                          |
| 6     | д-р Иван Анастасов                    | Кавадарци                     | лекар, син на Григор Анастасов                                                |
| 7     | д-р Петър Здравев                     | Тетово                        | лекар, член на Академичното дружество „Македония“ в Женева                    |
| 8     | д-р Тодор Хаджимитков                 | Скопие                        | ветеринарен лекар                                                             |
| 9     | д-р Георги Донов                      | Ресен                         | химик                                                                         |
| 10    | д-р Тодор Мировски                    | Щип                           | икономист                                                                     |
| 11    | Спиро Китинчев                        | Скопие                        | виден българин                                                                |
| 12    | инженер Кирил Жерновски               | Дебърско                      |                                                                               |
| 13    | инженер Атанас Атанасов               | Куманово                      |                                                                               |
| 14    | инженер Димитър Караджов              | Щип                           | известно време кмет на града                                                  |
| 15    | Тома Кленков                          | Струга                        | аптекар в Свети Никола                                                        |
| 16    | Тома (Томче) Попцветанов Кочков       | Скопие                        | бивш учител, виден българин                                                   |
| 17    | Стоилко Давидов                       | Кратово                       | свещеник в Скопие                                                             |
| 18    | Милче Стоянов                         | Скопие                        | аптекар                                                                       |
| 19    | Антон Панов                           | Дойран                        | артист, автор на драмата „Печалбари“ на македонски диалект                    |
| 20    | Филип Каваев                          | Струга                        | учител, автор на патриотични разкази на македонски диалект, редовен сътрудник |
| 21    | Атанас Чорбев                         | Велес                         | депутат                                                                       |
| 22    | Сане Санев                            | Скопие                        | търговец                                                                      |
| 23    | Тихомир Здравев                       | Скопие                        | търговец                                                                      |
| 24    | Методий Минчев                        | Скопие                        | чиновник                                                                      |
| 25    | Коце Ванов                            | Велес                         | стопановед, виден общественик                                                 |
| 26    | Сотир Тренчев                         | Ресен                         | юрист, адвокат в Битоля                                                       |
| 27    | Цеко Стефанов Попиванов               | Скопие, по произход от Кочани | журналист с леви убеждения                                                    |
| 28    | Методи Андонов                        | Прилеп                        | търговец винар                                                                |
| 29    | Трайко Рибарев                        | Скопие                        | търговец, потомък на възрожденския род Рибреви, член на ММТРО                 |
| 30    | Павле Гичев                           | Щип                           | часовникар в Скопие, член на ММТРО                                            |
| 31    | Андрей Алексов Михайлов               | Скопие                        | търговец, виден член на ММТРО                                                 |
| 32    | Михо Михайлов                         | Скопие                        | търговец, член на ММТРО                                                       |
| 33    | Никифор (Форе) Талаганов              | Скопие                        | търговец, член на ММТРО                                                       |
| 34    | Зафир Джиков                          | Скопие                        | търговец, изявен български активист                                           |
| 35    | Георги Симонов                        | Велес                         | месар                                                                         |
| 36    | Васил (Васе) Димитров (Димчев) Пупков | Скопие                        | книжар и собственик на печатница, кредитор за печатането на списанието        |
| 37    | д-р Милош Яковлевич                   | Галичник                      | лекар сърбоманин, чиновник в Бановината, но благосклонен към движението       |
| 38    | Аца Цветкович                         | Битоля                        | сърбоманин, началник на отделение в Бановината, благосклонен към движението   |
| 39    | Йосиф Михайлович                      | Тресонче                      | инженер, сърбоманин, бивш кмет на Скопие, благосклонен към движението         |
| 40    | Люба Маркович                         | Дримкол                       | сърбоманин, но критичен към режима                                            |

## Политика
Главната тенденция на списанието е да се запази Вардарска Македония от посърбяване. Като образец е използвано хърватското списание „Нива“. Платформата на списанието, чрез която се съпротивлява на сърбизма, е южнославянската. Печатат се критични статии върху колонизационната и икономическата политика на режима, като авторите са само от Македония – българи или сърбомани с единственото изключение на сърбина проф. Душан Неделкович, публикувал теоретична лява политическа статия.
Публикуваните материали са за Македония (наричана Южни краеве) – икономическото ѝ състояние (Яковлевич), културното богатство, критика на правителствената политика, спъваща прогреса ѝ. Особено място заемат художествените материали, народни и оригинални, които са публикувани на местни български говори, а не на сръбски език. Попсимов пише стихове на охридски, Каваев на стружки, а в драмата си „Печалбари“ Панов използва струмишки говор. Художествен сътрудник на „Луч“ е Никола Мартиноски. Статиите са на сръбски, но в тях се вкарва и македонски говор, като особено успешно го прави Каваев. Статиите чест прикрито се опитват да прокарат българска патриотична линия. Така например бившият български учител Тома Попцветанов пише в статията си „Значението на Св. св. Кирил и Методий за югославянството“:
| „ | Това дело на Светите братя се чувства и днес след хиляда години... С него се свързват сърбите, българите и русите... Българският княз Борис, приемайки християнството, с това е отбелязал бъдещите насоки на целия южнославянски народ... През времето на цар Симеон България става духовно огнище за всички славяни... | “ |

Д-р Борис Благоев пише в своя икономическа статия:
| „ | Повардарието са напуснали над 50 000 негови синове, зщото нямат достатъчно земя, която да ги храни. Същевременно тъкмо в този Юг са колонизирани 10 650 семейств, докарани от пасивните краища на зържавата... Не е направено нищо в борбата против туберкулозата, против голямата и несъразмерна детска смъртност... Положението е наистина отчаяно. Прехраната е невъзможна. Работникът въобще няма възможност да си купи месо, захар, мляко и пр. Всичко това е непостижимо за него. Още по-малко може да се облече и обуе. | “ |

Властите отговарят с глоби и заплашване на читателите. Финансовото състояние на списанието е слабо, тъй като пласирането му върви трудно, поради страх от репресии при купуването му или абонирането за него. Печатарят Пупков го кредитира в огромна степен. Редакцията стига и до самооблагане. Проблемът с „Луч“ стига и до Белград, като самият министър-председател Драгиша Цветкович в Скопие пряко и косвено се опитва да убеди редакцията да спре списанието.
Формалният повод за спиране на списанието е свикано събрание на членовете съдружници, за което не е получено разрешение от властите, а фактическата последна капка са две стихотворения на Христо Попсимов, които съдържат мъгляв зов за борба. Членовете съдружници са дадени под съд и началникът на Управното отделение в Бановината (Държавната сигурност) Никола Димитриевич, сърбоманин от Ресен, иска от прокуратурата забраната му поради четири причини: стихотворенията говорят за бунт срещу държавата, редакторите и сътрудниците му привидно се правят на югославяни, а на практика са противодържавни елементи, отричат, че македонският говор е сръбски и една част от членовете му са прикрити бугараши и прокарват противосръбски замисли, а друга са „наши наивници, които неволно прикриват бугарашките замисли“.
Списанието е спряно. Редакторите и членовете съдружници са глобени с по 1000 динара и осъдени на по 30 дни затвор. Въпреки съпротивата на редакторите глобата е събрана принудително. Борис Арсов е уволнен от Бановината, Аца Цветкович – понижен в писар, Киселинов е изпратен в Подгорица, Робев – уволнен от общината.
От списанието излизат общо 14 броя.
Дейците около „Луч“, две години след забраната на списанието, активно поддържат установената българска власт във Вардарска Македония и открито се декларират като българи. След войната Гюзелов, Чкатров и Китинчев са осъдени на смърт като българи от новите комунистически македонистки власти. Киселинов, Пупков, Михайлов, Джиков, д-р Анастасов и д-р Георгиев са осъдени на затвор като българи, а Робев и Попсимов успяват да се спасят в България.